# رابرت ایمز (بازیگر)
رابرت اِیمز (انگلیسی: Robert Ames؛ ‏ ۲۳ مارس ۱۸۸۹ – ۲۷ نوامبر ۱۹۳۱) بازیگر اهل ایالات متحده آمریکا بود.
از فیلم‌هایی که وی در آن نقش داشته‌است، می‌توان به متجاوز، ماریان، بانویی برای عشق‌ورزی، تعطیلات، جواهرات مسروقه و زن باهوش اشاره کرد.